# Quận Skagit, Washington
Quận Skagit là một quận thuộc tiểu bang Washington, Hoa Kỳ.
Quận này được đặt tên theo bộ lạc da đỏ Skagit. Theo điều tra dân số của Cục điều tra dân số Hoa Kỳ năm 2000, quận có dân số 102.979 người. Quận lỵ đóng ở Mount Vernon.6
Quận Skagit được lập từ quận Whatcom vào ngày 28 tháng 11 năm 1883.

## Địa lý
Theo Cục điều tra dân số Hoa Kỳ, quận có diện tích 5000 km2, trong đó có 490 km2 là diện tích mặt nước.